# كهف لامبريشتسوفين
لامبريشتسوفين (يُسمى أيضًا Lamprechtshöhle) هو كهف نهري من الحجر الجيري كارست، ويقع في النمسا. بعمق 1،632 م (5،354 قدمًا)، يعد واحدًا من أعمق الكهوف في العالم. قبل إكتشاف كهف كروبيرا في جورجيا، كان أكبر كهف معروف في العالم. يقع لامبريشتسوفين على بعد 2 كم (1.2 ميل) شمال غرب سالزبورغ، النمسا، في جبال ليوغانغ.